# Herencia musical: 20 corridos inolvidables
Herencia musical: 20 corridos inolvidables es el título de un álbum recopilatorio grabado y realizado por la banda de regional mexicano Los Tigres del Norte, El álbum fue lanzado por la empresa discográfica Fonovisa Records el 1 de julio de 2003. Este álbum se convirtió en su cuarto éxito número uno en la lista de Billboard Top Latin Albums.

## Lista de pistas
Información sacada de la página de Billboard.com

| Herencia musical: 20 corridos inolvidables |                              |                    |          |  |
| N.º                                        | Título                       | Escritor(es)       | Duración |  |
| 1.                                         | «Morir Matando»              | Teodoro Bello      | 3:17     |  |
| 2.                                         | «El Zorro de Ojinaga»        | Paulino Vargas     | 3:38     |  |
| 3.                                         | «La Paloma»                  | Sebastián Yradier  | 3:04     |  |
| 4.                                         | «El Gringo y el Mexicano»    | Adolfo Salas       | 3:06     |  |
| 5.                                         | «La Fuga del Rojo»           | Paulino Vargas     | 3:15     |  |
| 6.                                         | «Tiempos de Mayo»            | Enrique Valencia   | 3:31     |  |
| 7.                                         | «El Tahúr»                   | Adolfo Salas       | 3:37     |  |
| 8.                                         | «El Corrido del Dr. Fonseca» | Paulino Vargas     | 3:34     |  |
| 9.                                         | «El Rengo del Gallo Giro»    | Teodoro Bello      | 3:05     |  |
| 10.                                        | «El Hijo de Tijuana»         | Francisco Quintero | 3:39     |  |
| 11.                                        | «El Tamal»                   | Teodoro Bello      | 3:07     |  |
| 12.                                        | «Los Tres de Zacatecas»      | Teodoro Bello      | 2:23     |  |
| 13.                                        | «El Avión de la Muerte»      | Teodoro Bello      | 4:04     |  |
| 14.                                        | «Pacas de a Kilo»            | Teodoro Bello      | 3:35     |  |
| 15.                                        | «En Nombre de Tu Padre»      | Paulino Vargas     | 2:52     |  |
| 16.                                        | «La Resortera»               | Teodoro Bello      | 3:21     |  |
| 17.                                        | «Jefe de Jefes»              | Teodoro Bello      | 3:33     |  |
| 18.                                        | «El Tarasco»                 | Paulino Vargas     | 3:40     |  |
| 19.                                        | «También las Mujeres Pueden» | Francisco Quintero | 3:36     |  |
| 20.                                        | «Gabino Barrera»             | Víctor Cordero     | 3:15     |  |

### DVD
| N.º | Título             | Escritor(es)       | Duración |  |
| 1.  | «La Reina del Sur» | Teodoro Bello      | 4:25     |  |
| 2.  | «Jefe de Jefes»    | Teodoro Bello      | 3:33     |  |
| 3.  | «De Rama en Rama»  | Teodoro Bello      | 3:47     |  |
| 4.  | «El Triunfo»       | Jesse Armenta      | 3:34     |  |
| 5.  | «Los Dos Plebes»   | Francisco Quintero | 3:40     |  |
| 6.  | «Con Qué Derecho»  | Demetrio Vite      | 2:57     |  |

## Créditos
Personal según Allmusic;
- Adolfo Salas - Compositor
- Adriana Rebold - Dirección de Arte, Diseño Gráfico
- Enrique Valencia - Compositor
- Francisco Quintero - Compositor
- Los Tigres del Norte - Artista principal
- Paulino Vargas - Compositor
- Sebastián Yradier - Compositor
- Teodoro Bello Jaimes - Compositor

## Gráfica
| Lista (2003)                           | Posición más alta |
| -------------------------------------- | ----------------- |
| U.S. Billboard Top Latin Albums        | 1                 |
| U.S. Billboard Regional/Mexican Albums | 1                 |
| U.S. Billboard 200                     | 67                |

### Sucesión y posicionamiento
| Predecesor: Almas del silencio de Ricky Martin | U.S. Billboard Top Latin Albums — Álbum N°. 1 19 de julio de 2003 - 8 de agosto de 2003 | Sucesor: Siempre arriba de Bronco: El Gigante de América |

| Predecesor: Tu amor o tu desprecio de Marco Antonio Solís | U.S. Billboard Regional/Mexican Albums — Álbum N°. 1 19 de julio de 2003 - 8 de agosto de 2003 | Sucesor: Siempre arriba de Bronco: El Gigante de América |